# Maya Bösch
Maya Bösch, née en 1973 à Zurich, est une artiste pluridisciplinaire et metteure en scène de théâtre.

## Biographie
Née en 1973 à Zürich d’une mère mathématicienne et d’un père physicien, Maya Bösch est une metteure en scène de théâtre, curatrice, chercheuse et pédagogue, suisse, établie à Genève. 
Si une grande partie de ses projets se concentrent sur les écritures contemporaines et prennent forme au théâtre, son travail se développe dans un horizon vaste, croisant médiums et disciplines, touchant à la performance, à l’installation, à l’exposition, aux arts visuels, à la photographie, au cinéma, etc.
Ses pièces ont été présentées entre autres en Suisse, en France, en Belgique et en Grèce. www.ciesturmfrei.ch
Elle est lauréate du Prix Suisse du théâtre en 2015, reconnaissance soulignant la singularité de son travail théâtral. Son spectacle « Manuel d’exil », créé en 2021, est honoré du Prix Suisse des arts de la scène, récompense destinée à la création marquante de la scène suisse, également attribuée par l’Office Fédéral de la Culture. 

## Parcours professionnel
Maya Bösch fonde en 2000 à Genève la compagnie Sturmfrei, avec qui elle crée de nombreux spectacles de théâtre, des performances, des installations, des expositions et du cinéma. Parallèlement à ces créations, elle développe un projet éditorial sous la forme d'une série de quatre publications intitulées « On Space » en 2014, « On Body » en 2016, « On Sound » en 2019 et « On Time » en 2020, à travers lesquelles elle révèle son approche, ses recherches, ses visions et ses perspectives et invite d’autres artistes à y participer pour créer une œuvre d’art commune, dialectique, de regards croisés. 
De 2006 à 2012, Maya Bösch co-dirige avec Michèle Pralong le GRÜ/Transthéâtre à Genève, une scène expérimentale et pluridisciplinaire de théâtre, où se produisent des artistes tels que la chorégraphe Cindy Van Acker, l’auteur Mathieu Bertholet et le metteur en scène Marc Liebens. Puis, en 2011 et 2014, elle est la curatrice du Performance Art Festival : « Jeter son corps dans la bataille » et co-curatrice de la 17e édition du Festival BONE, à Berne, où se produisent des artistes romands et internationaux.
Au printemps 2013, accompagnée du photographe Régis Golay, elle suspend un cheval empaillé dans un ancien abribus transformé en galerie appelée Zabriskie Point, au cœur de Genève. Cette installation, dont le titre est « Cheval de bataille », provoque l'indignation : « pourquoi humilier ainsi un animal mort ? On glose : est-ce de l’art ? On défend le geste ». L’installation fut interrompue par un incident technique qui a aussitôt crée le scandale. Lorsque Maya Bösch réclamait la restitution immédiate de la pièce, les organisateurs l’ont censurée. Cet évènement a été largement débattu dans les écoles d’art, dans la presse francophone, suisse et même internationale.  
En 2019, Maya Bösch met en scène la pièce de théâtre « Pièces de guerre en Suisse », écrite par Antoinette Rychner et jouée au Théâtre de Vidy, à Lausanne. Elle organise également au Centre de la photographie de Genève l'exposition « Explosion of Memories ». Celle-ci rend hommage à la commune italienne de Gibellina, remplie de villages ruraux de Sicile fracturés par un tremblement de terre en 1968, grâce notamment aux photos de Christian Lutz.
En 2018, elle crée le spectacle « Manuel d'exil » inspiré du récit de l'auteur bosnien Velibor Čolić et interprété par le comédien suisse Jean-Quentin Châtelain.
En 2020, elle met en scène le spectacle de fin d'études « Sur la voie royale », de la Promotion K du Bachelor Théâtre, basé sur la pièce éponyme d'Elfriede Jelinek. Puis, en 2021, elle participe à la 17e édition du festival genevois La Fureur de lire, en proposant un podcast dans lequel elle lit un texte intime. La même année, elle réalise son deuxième film « FLiRT(s) », un documentaire expérimental dans la série de recherche artistique sur le territoire Les Hauts-de-France, intitulé « Beyond Maubeuge ou la fabrique d’utopie », avec les ouvrier.ière.s des Ateliers du Val du Sambre. Ce film remporte en 2023, le deuxième Prix du Jury lors du festival Inter-Vues dans les Hauts-de-France.

## Enseignement
Depuis 2009, Maya Bösch est invitée à enseigner la mise en scène, la direction d’acteur, l’esthétique et la performance au sein de filières de formation professionnelles d’écoles suisses, françaises et belges, dont le Théâtre national de Bretagne, L''ENSATT de Lyon, le Conservatoire royal de Belgique à Mons. Elle enseigne également au sein de la haute école suisse La Manufacture, dans les filières Bachelor et Master Théâtre, ainsi qu'au sein des missions Recherche et Formation continue. Elle intervient aussi régulièrement dans le cadre académique, aux Universités de Nantes, Montpellier, Paris III, ainsi qu'au sein des missions Recherche et Formation continue d’Hautes écoles en Suisse (HKB, HETSR). De plus, elle contribue à diverses plateformes professionnelles et dans le cadre de jurys, sur des thématiques liées au théâtre post-dramatique, la performance et aux formes et esthétiques expérimentales et nouvelles.